# Metasequoia glyptostroboides
Metasequoia glyptostroboides es la única especie viva de Metasequoia, un género de árboles perteneciente a la familia de las taxodiáceas. Es conocida vulgarmente como metasecuoya o metasecoya. La metasecuoya es un árbol de desarrollo rápido originario de Sichuan y Hubei, provincias de China. Es la única especie viva en el género Metasequoia, pero se conocen tres especies extintas. No hay que confundirla con otras dos especies a las que también se llaman secoyas o secuoyas, y con las que integra la subfamilia Sequoideae: la secoya gigante (Sequoiadendron giganteum) que alcanza alturas de hasta 85 m y la secoya roja (Sequoia sempervirens), que es la conífera más alta que existe, llegando a alcanzar más de 115 m de altura. 

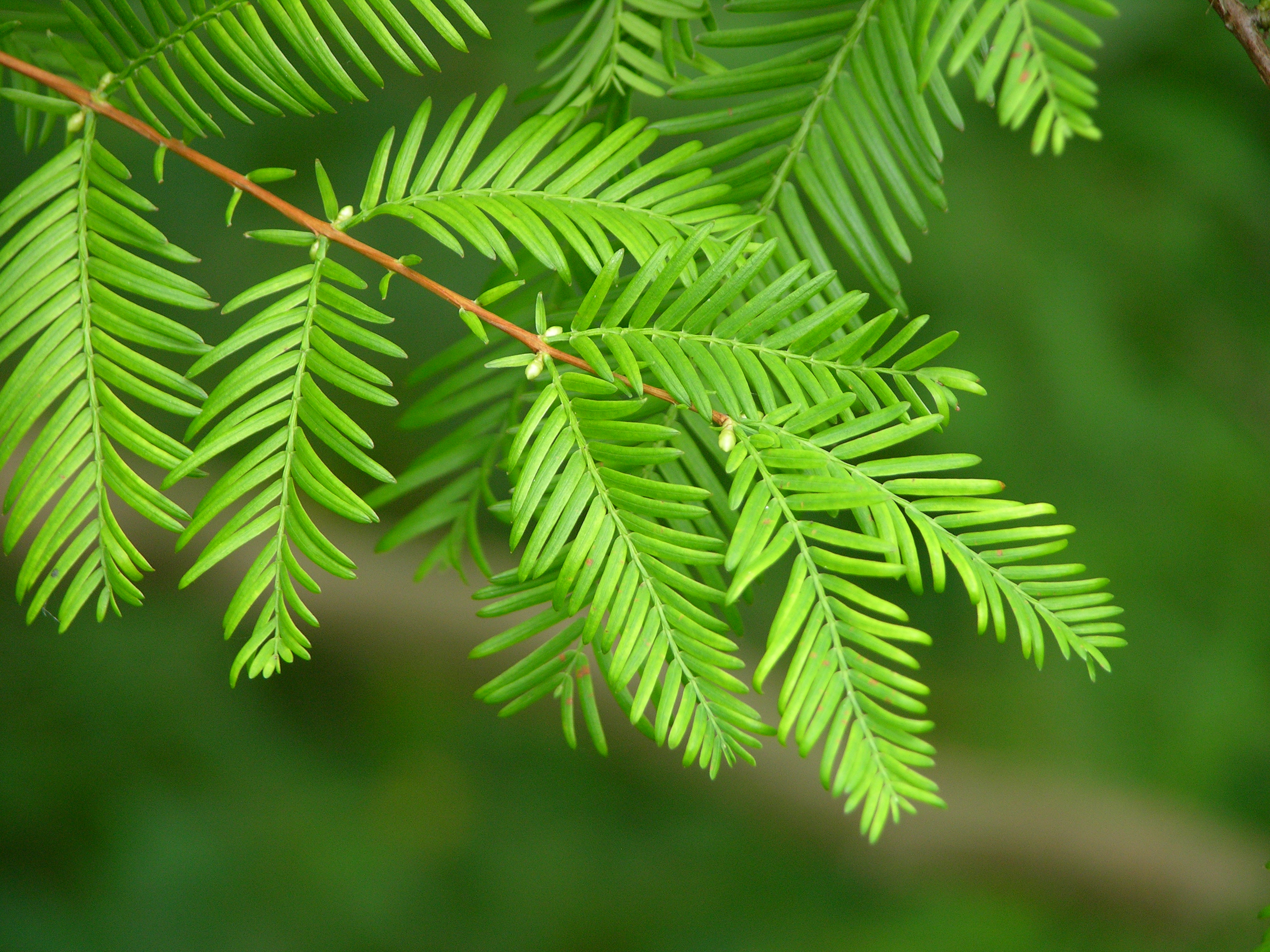
Hojas en la secuoya del alba - disposición opuesta.

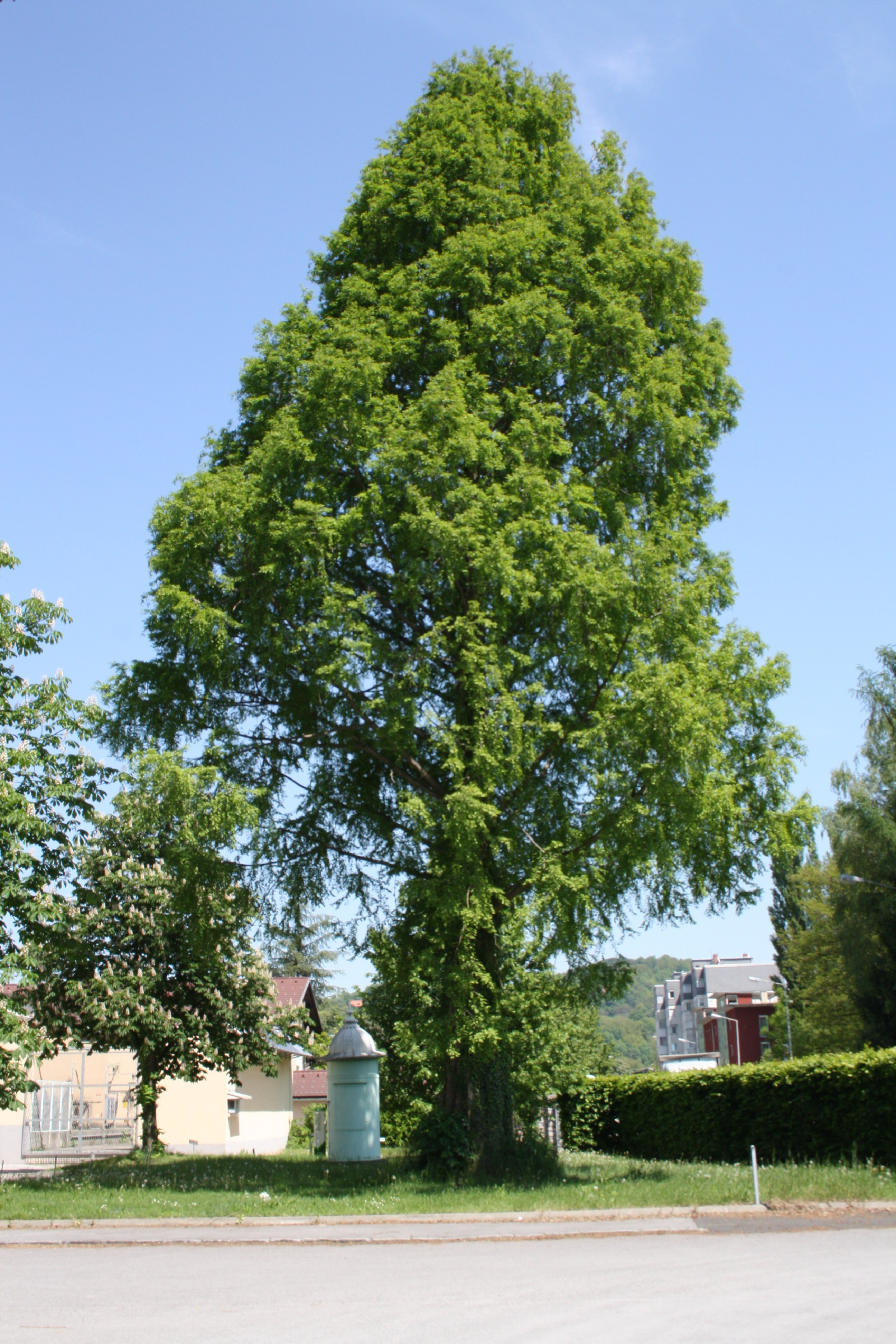
Vista del árbol

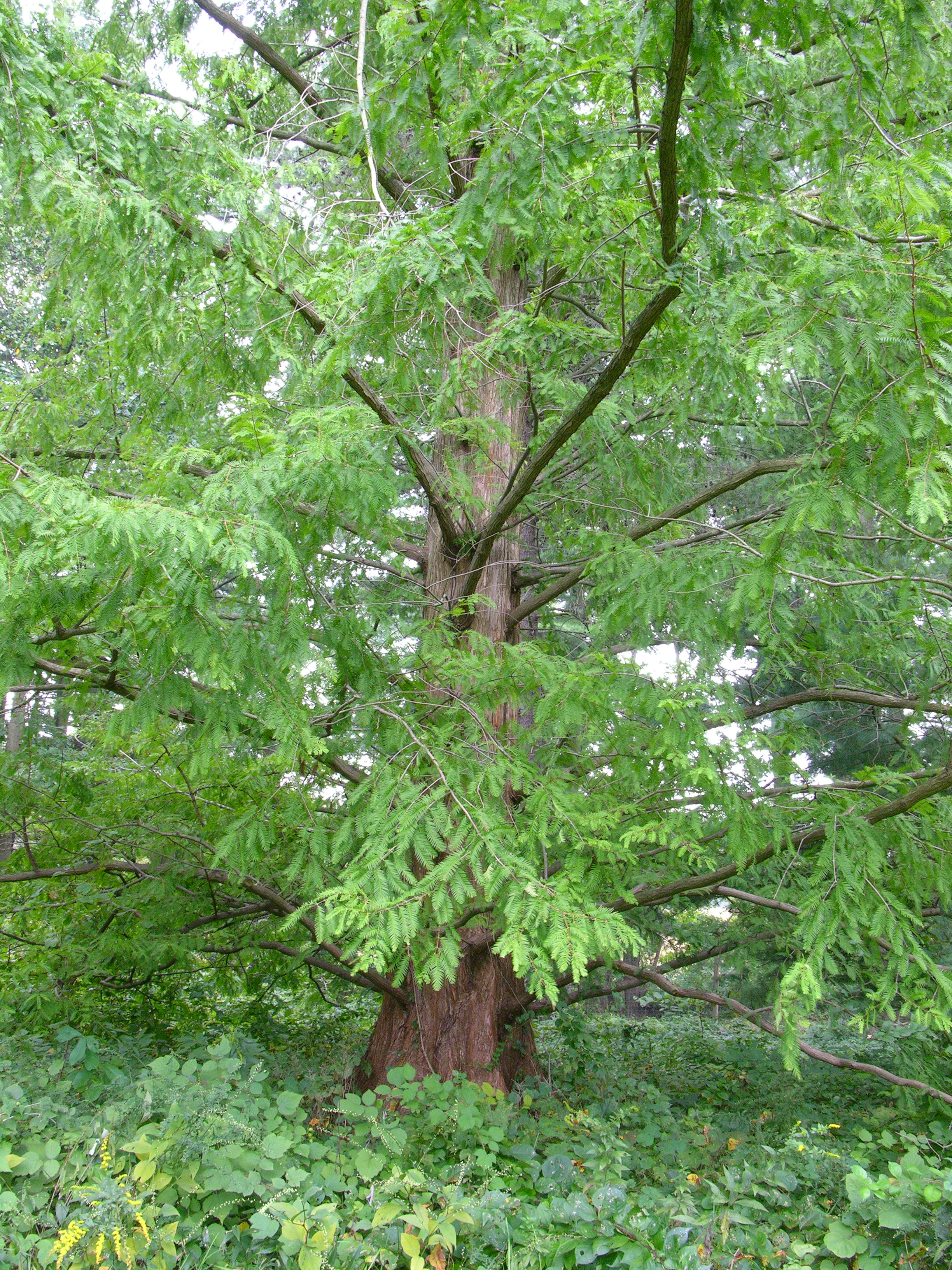

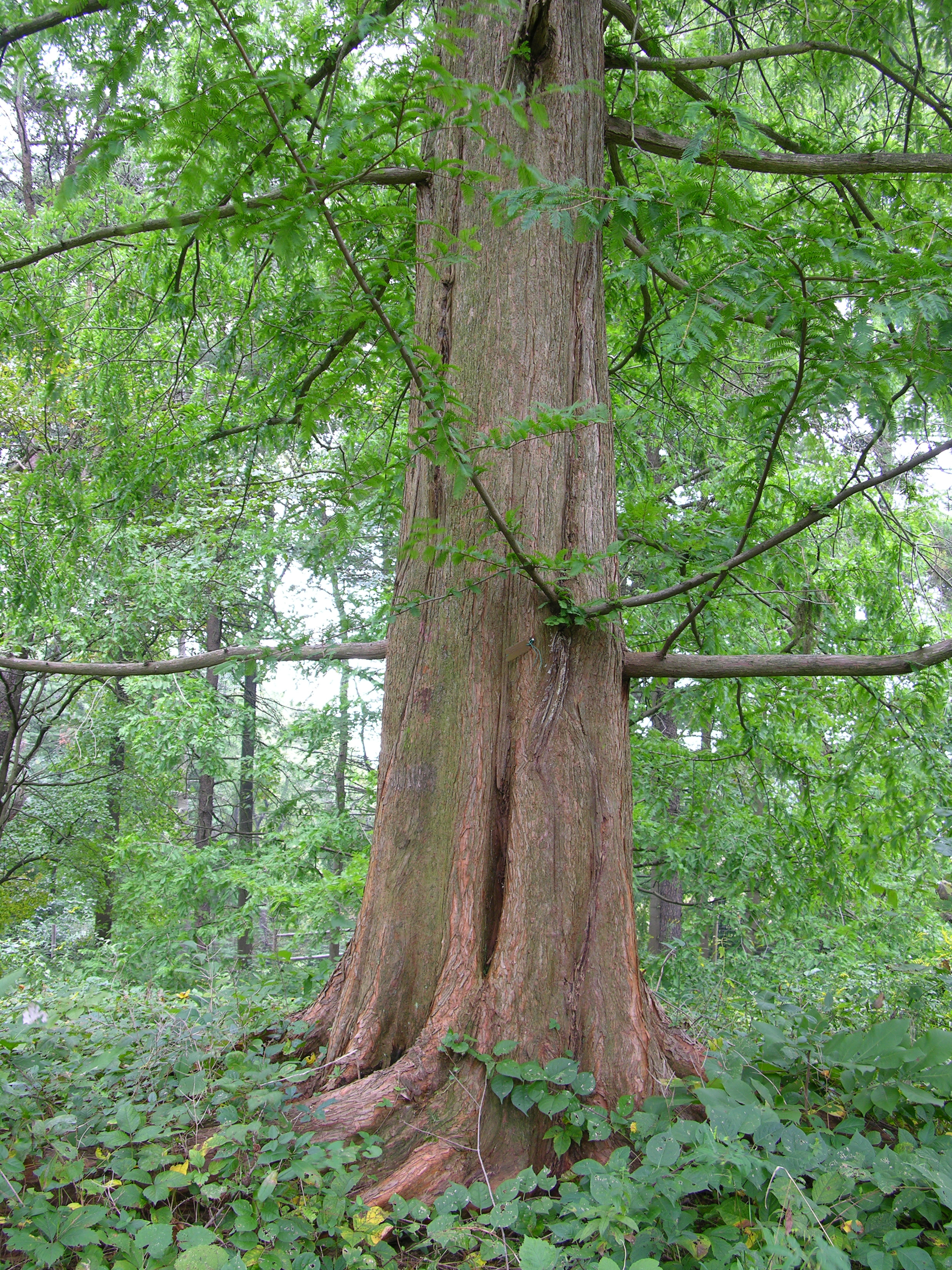

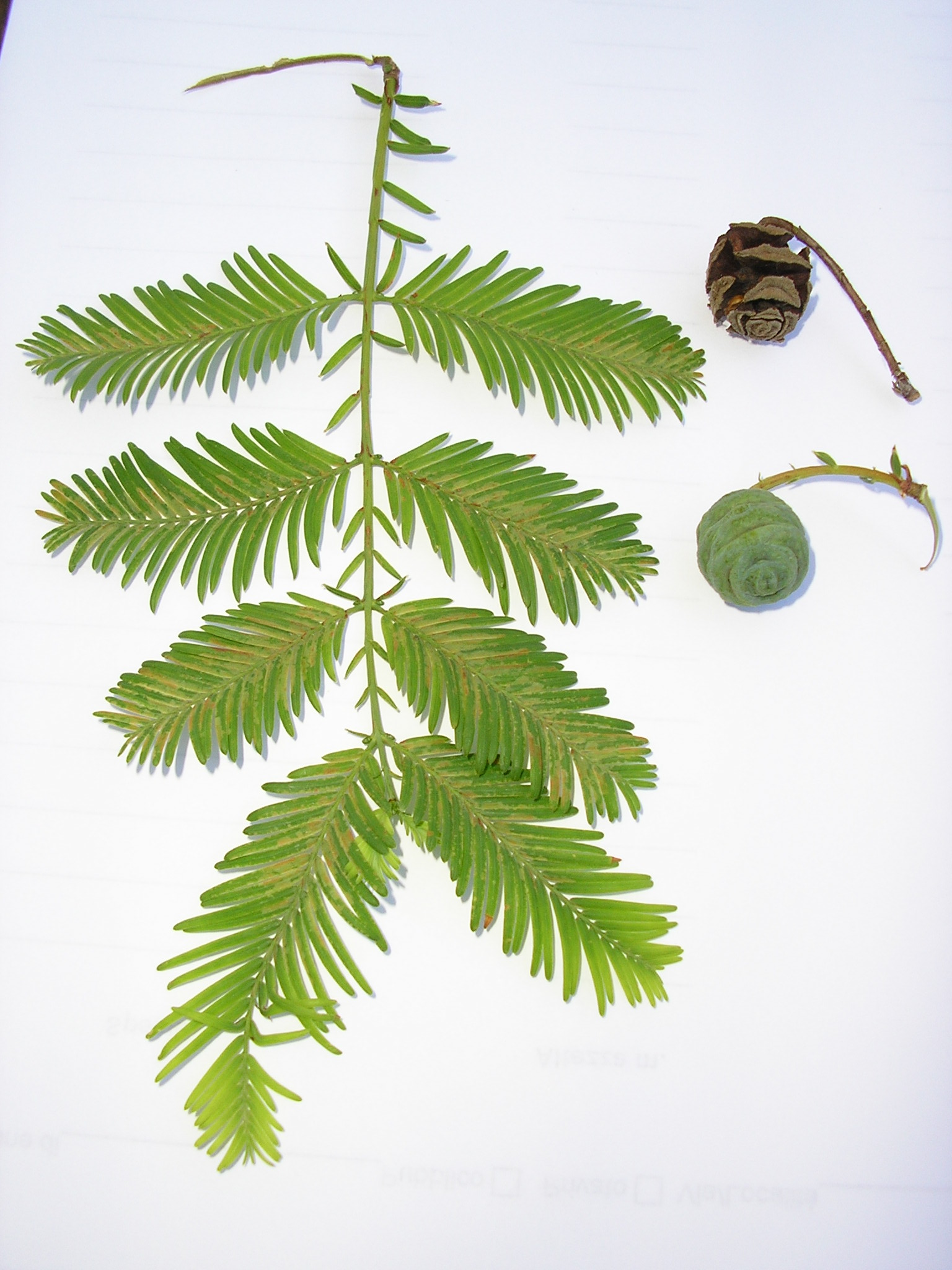
Hojas

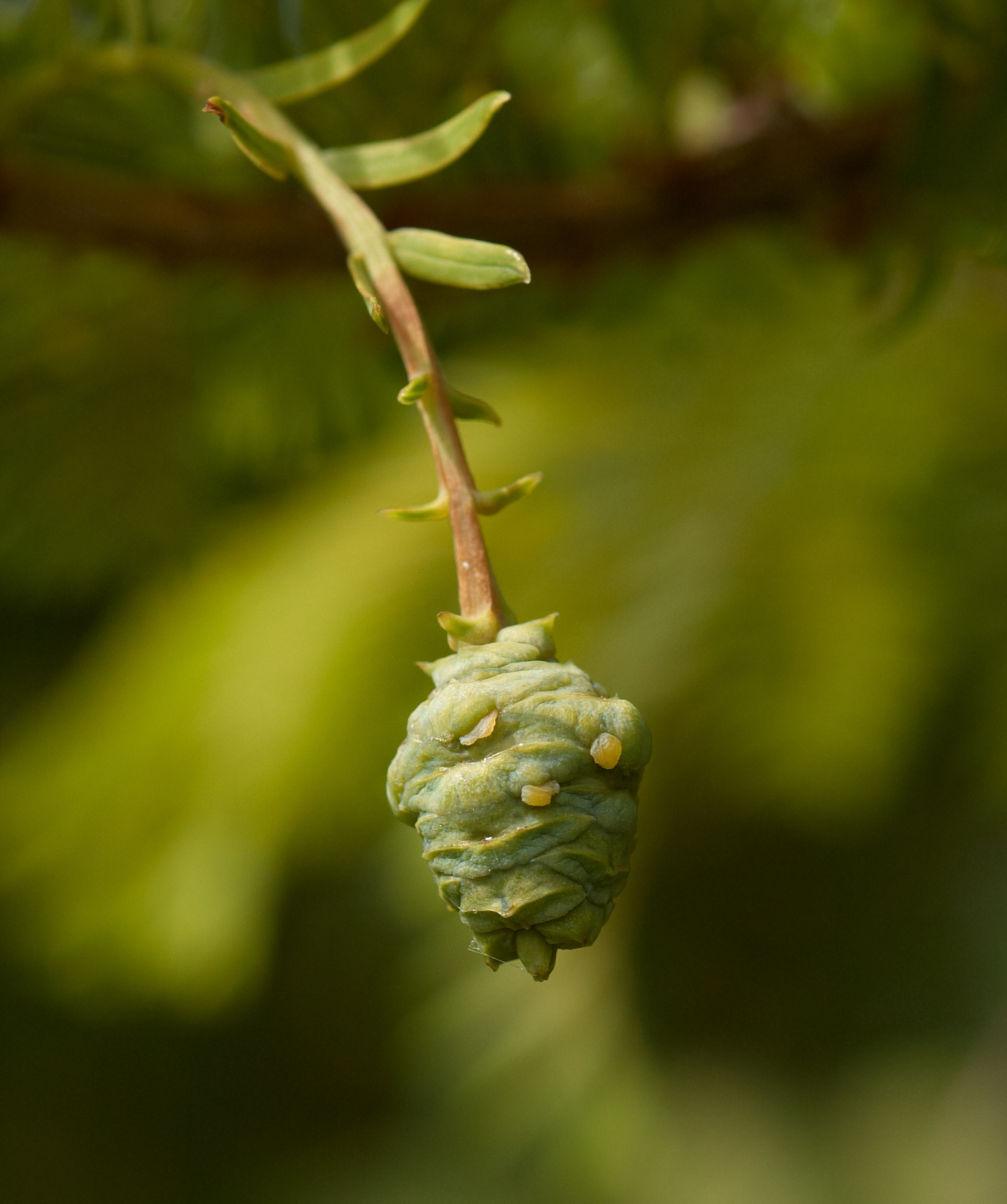
Conos

## Descripción
Mientras que la corteza y el follaje son similares al género relacionado de las secuoyas, Metasequoia se diferencia en que es caducifolia como Taxodium distichum (ciprés calvo), y como estos, los más viejos especímenes forman unos contrafuertes anchos en la parte más baja del tronco. Es un árbol de crecimiento rápido alcanzando un diámetro de tronco de 2 m y 40-45 m de altos en cultivo hasta ahora (con el potencial de alcanzar incluso alturas mayores).
Las hojas se encuentran enfrentadas de 1 a 3 centímetros de un color verde fresco brillante, cambiando a un rojo marrón en la caída del otoño. Los conos de la conífera son de globosos a ovoides de 15 a 25 mm de diámetro con 16 a 28 escamas, dispuestas en pares opuestos en cuatro filas, cada par perpendicularmente al par adyacente; se maduran de 8 a 9 meses después de la polinización. Los conos del polen tienen de 5 a 6 milímetros de largo, producido en puntos largos a principio de la primavera; se producen solamente en los árboles que crecen en regiones con veranos cálidos.

## Historia

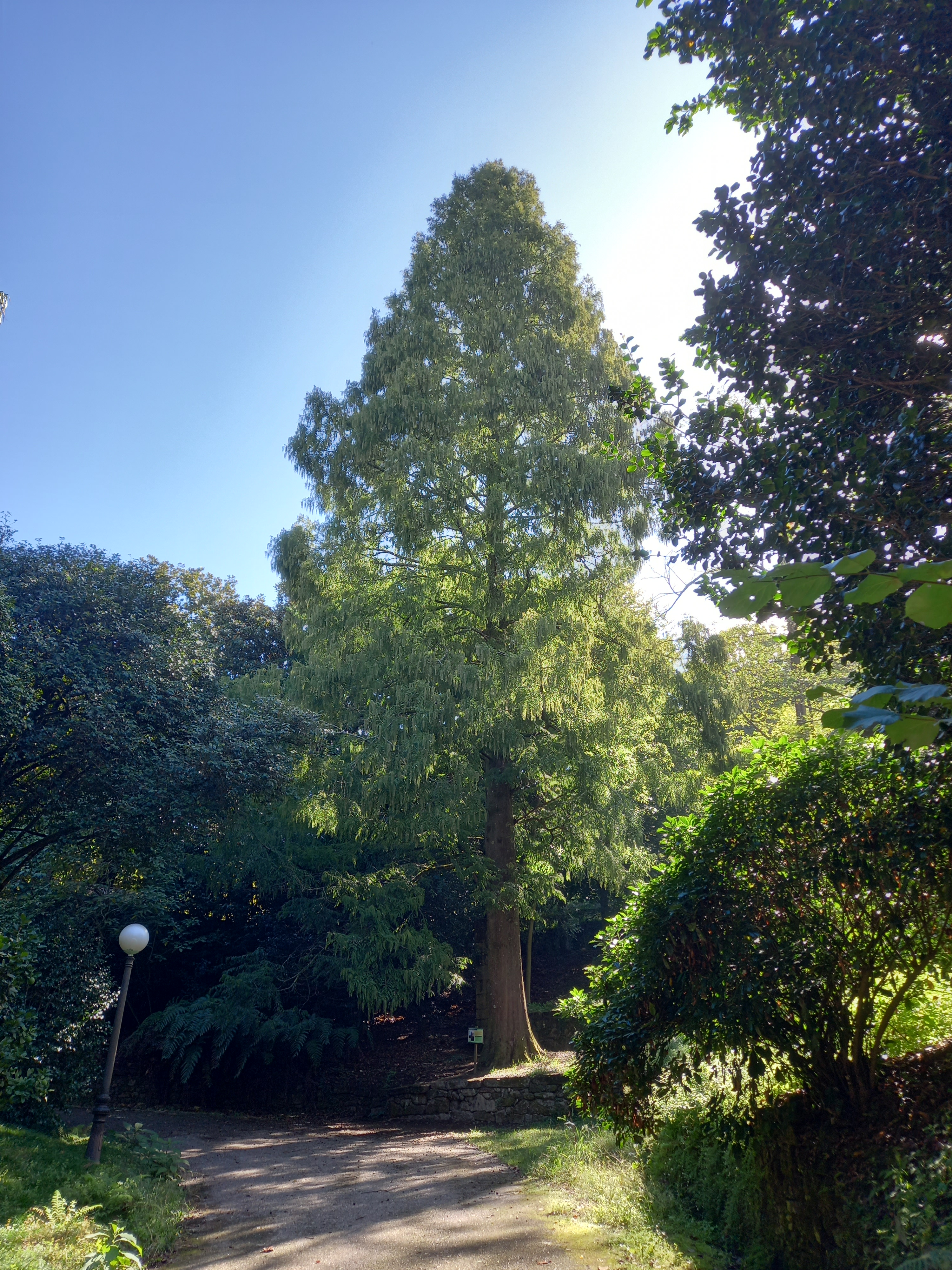
Metasequoia jardín botánico de Lourizán

El género botánico Metasequoia ("metasecuoya") fue creado para describir a un fósil procedente del Mesozoico por Shigeru Miki en 1941, pero en 1944 un grupo pequeño de árboles sin identificar fueron descubiertos en China en Modaoxi (磨刀溪; actualmente, Moudao (谋道), en el distrito de Lichuan, Hubei) por Zhan Wang. A causa de la Segunda Guerra Mundial, no pudieron ser estudiados hasta 1946 y sólo se describieron finalmente como una nueva especie de Metasequoia en 1948 por Cheng Wan Chun, profesor de la Universidad de Chungking, y Hsen Hsu Hu. En 1948 el Arnold Arboretum de la Universidad de Harvard mandó una expedición para recoger semillas, y poco después árboles procedentes de estas semillas se distribuyeron a diversas Universidades y Arboretum a lo largo de todo el mundo para probar su desarrollo. Entre 1946 y 1948 se introdujo en Europa. En España el primer ejemplar de Metasequoia fue plantadó en el Centro de Investigaciones Forestales de Lourizán , a partir de semillas procedentes de la casa Herbst Brothers de Nueva York, en 1953  y es  el primer ejemplar aclimatado en España; con una edad de 72 años, ha alcanzado 35 metros de altura y una circunferencia a 2.80 m. Otro elemplar destacable es el que se llevó en 1956 Emilio Botín Sanz de Sautuola a su finca de Puente San Miguel (Jardín Histórico de Cantabria desde 1986), donde, con una edad de 45 años, ha alcanzado 15 metros de altura y una circunferencia a 1,50 m de 1,66 m.
En el año 1974 el gobierno chino adoptó medidas para proteger esta especie. A finales de la década de 1980, se descubrió que muchos de los árboles de la segunda generación que se cultivaban sufrieron de la depresión de la endogamia (variabilidad genética extremadamente baja) la cual podría conducir a un incremento creciente de enfermedades y a la falla reproductiva. Esto era porque la mayoría de los árboles fueron cultivados de las semillas y de los esquejes derivados de únicamente tres árboles que el Arnold arboretum había utilizado como fuente propagadora. Por esto se realizaron en los años 1990, expediciones de recogida de semillas más extensas en China, con las que se intentaron resolver este problema y restaurar la diversidad genética de la Metasequoia cultivada.
Actualmente, una serie de poblaciones naturales de metasecuoyas existen en las colinas y los humedales del distrito de Lichuan, en Hubei. La mayor parte de ellos son pequeños, con menos de 30 árboles cada uno; sin embargo, el más grande de ellos, en el valle de Xiaohe, se calcula que está formado por alrededor de 5.400 árboles. Unos pocos árboles también se dice que existen en la vecina provincia de Hunan.

### Prehistoria
Los fósiles de Metasequoia se encuentran en numerosas zonas del Hemisferio Norte; se han nombrado unas 20 especies que se han quedado reducidas a solo tres especies en la actualidad, M. foxii, M. milleri, y M. occidentalis (Farjon 2005). Durante el máximo termal del Paleoceno-Eoceno, extensos bosques de Metasequoia se encontraban tan al norte como la isla Axel Heiberg (al norte de Canadá) a unos 80°N de latitud. Unos grandes troncos fosilizados y tocones de la extinta Metasequoia occidentalis constituyen la muestra de plantas fósiles del Terciario más abundante que se encuentra en las badlands (tierras malas) del oeste de Dakota del Norte en EE. UU. y Durango en México.

## Usos
Metasequoia ha demostrado ser un árbol fácil de cultivar en regiones templadas, y ahora se planta extensamente como árbol ornamental. Los especímenes plantados han alcanzado ya de 25 a 40 m en altura y de 1 a 1,3 m en diámetro, a pesar de estar en cultivo por un tiempo inferior a 60 años. Este índice de crecimiento rápido ha llevado a la consideración de usar el árbol en las plantaciones silvícolas.

## Taxonomía
Metasequoia glyptostroboides fue descrita por Hu & W.C.Cheng y publicado en Bulletin of the Fan Memorial Institute of Biology, new series 1(2): 154–157, pl. 1. 1948.
Sinonimia
- Metasequoia honshuenensis Silba & Callahan
- Metasequoia neopangaea Silba
- Sequoia glyptostroboides (Hu & W.C.Cheng) Weide[6]